# الرشاحي (جبلة)

تعديل مصدري - تعديل

الرشاحي هي إحدى قرى عزلة وراف بمديرية جبلة التابعة لمحافظة إب، بلغ تعداد سكانها 725 نسمة حسب تعداد اليمن لعام 2004.